# Andrej Chomutov
Andrej Valentinovič Chomutov (* 21. dubna 1961, Jaroslavl) je bývalý ruský hokejista, který hrával na pravém křídle. Je trojnásobným olympijským vítězem a sedminásobným mistrem světa.
Začínal v mládežnických týmech Jaroslavli a Gorkého, od roku 1980 byl hráčem HC CSKA Moskva. Získal s ním devět ligových titulů, v sezóně 1987/88 byl nejlepším ligovým střelcem s 27 brankami, v sezóně 1989/90 byl vyhlášen nejužitečnějším hráčem soutěže. Od roku 1990 hrál za švýcarský klub Fribourg-Gottéron. Reprezentoval v letech 1980 až 1995, zúčastnil se deseti světových šampionátů. V letech 2010 až 2011 trénoval kazašskou reprezentaci.
V roce 1982 obdržel titul Zasloužilý mistr sportu, v roce 2014 byl zařazen do Síně slávy IIHF